# Samson Siasia
Samson Siasia, född 14 augusti 1967 i Lagos, är en nigeriansk fotbollstränare och före detta spelare.

## Spelarkarriär
Samson Siasia kom till Lokeren från El-Kanemi Warriors 1987. Där blev det 151 matcher i Jupiler League innan han lämnade för franska FC Nantes 1993. Under sin sista säsong hjälpte han klubben att vinna Ligue 1. Efter det spelade han bland annat i Al-Hilal och Perth Glory.
För det nigerianska landslaget gjorde Siasia 49 landskamper och 17 mål. Han var med och vann Afrikanska mästerskapet 1994 och spelade dessutom i Nigerias första VM-slutspel någonsin 1994.

## Tränarkarriär
2005 blev Siasia klar som ny förbundskapten för Nigerias U20-landslag, som han förde till final i både U20-VM och afrikanska mästerskapet för U20-landslag 2005. I januari 2007 flyttades han upp som ansvarig för Nigerias U23-landslag och förde även där landet till final i OS 2008, där man förlorade mot Argentina efter mål av Ángel Di María.
4 november 2010 blev han ny förbundskapten för Nigeria och ersatte därmed Lars Lagerbäck. Han blev sparkad 28 oktober 2011 efter att ha misslyckats med att ta Nigeria till Afrikanska mästerskapet 2012.

## Meriter

### Som spelare
Nantes
- Ligue 1: 1995

Nigeria
- Afrikanska mästerskapet
  - Guld: 1994
  - Brons: 1992

### Som tränare
Nigeria U20
- U20-VM
  - Silver: 2005

Nigeria U23
- OS
  - Silver: 2008